# 比西勒格朗
比西勒格朗（法語：Bussy-le-Grand，法語發音：[bysi lə ɡʁɑ̃]）是法国科多尔省的一个市镇，位于该省中部偏西北，属于蒙巴尔区。

## 地理
比西勒格朗（47°34'27"N, 4°31'4"E）面积29.69 平方千米，位于法国勃艮第-弗朗什-孔泰大區科多尔省，该省份为法国中东部省份，北起奥布省，西接涅夫勒省和约讷省，南至索恩-卢瓦尔省，东南接汝拉省，东临上索恩省，东北部与上马恩省接壤。
与比西勒格朗接壤的市镇（或旧市镇、城区）包括：孔韦尔新城、达尔塞、埃兰日、埃托尔迈、格雷西尼圣雷娜、吕斯奈勒迪克、梅内特勒勒皮图瓦。

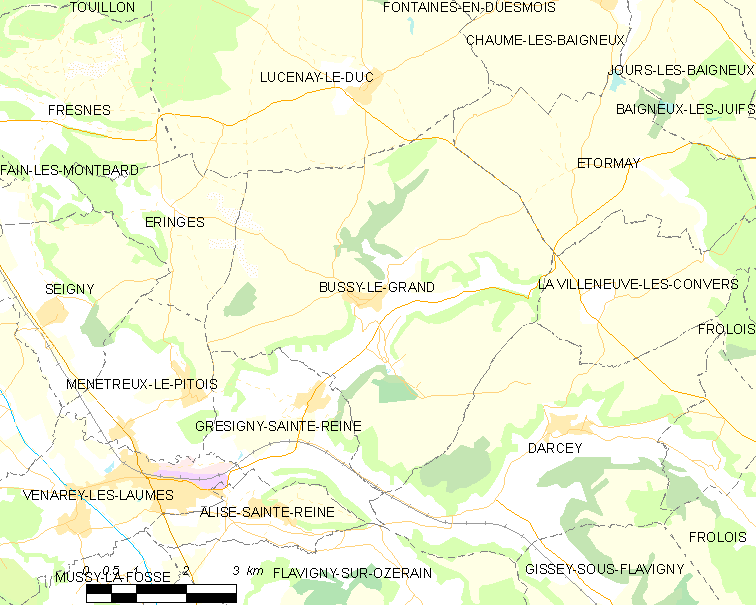
比西勒格朗的OSM定位图

比西勒格朗的时区为UTC+01:00、UTC+02:00（夏令时）。

## 行政
比西勒格朗的邮政编码为21150，INSEE市镇编码为21122。

## 政治
比西勒格朗所属的省级选区为蒙巴尔县。

## 人口

1962-2008年间比西勒格朗人口变化图示

比西勒格朗于2022年1月1日时的人口数量为306人。